# Домпьер-сюр-Вель
Домпье́р-сюр-Вель (фр. Dompierre-sur-Veyle) — коммуна во Франции, находится в регионе Рона — Альпы. Департамент — Эн. Входит в состав кантона Пон-д’Эн. Округ коммуны — Бурк-ан-Брес.
Код INSEE коммуны — 01145.

## География
Коммуна расположена приблизительно в 380 км к юго-востоку от Парижа, в 45 км северо-восточнее Лиона, в 15 км к югу от Бурк-ан-Бреса.
На севере коммуны протекает река Вель, есть много озёр.

## Климат
Климат полуконтинентальный с холодной зимой и тёплым летом. Дожди бывают нечасто, в основном летом.

## Население
Население коммуны на 2010 год составляло 1226 человек.
| 1962 | 1968 | 1975 | 1982 | 1990 | 1999 | 2010 |
| ---- | ---- | ---- | ---- | ---- | ---- | ---- |
| 705  | 662  | 632  | 745  | 828  | 968  | 1226 |

## Администрация
| Период | Период | Фамилия      | Партия        | Примечания |
| ------ | ------ | ------------ | ------------- | ---------- |
| 1995   | 2001   | Даниель Рену |               |            |
| 2001   | 2020   | Жан Берар    | Разные правые |            |

## Экономика
В 2010 году среди 804 человек трудоспособного возраста (15—64 лет) 605 были экономически активными, 199 — неактивными (показатель активности — 75,2 %, в 1999 году было 72,5 %). Из 605 активных жителей работали 559 человек (310 мужчин и 249 женщин), безработных было 46 (14 мужчин и 32 женщины). Среди 199 неактивных 62 человека были учениками или студентами, 67 — пенсионерами, 70 были неактивными по другим причинам.

## Фотогалерея

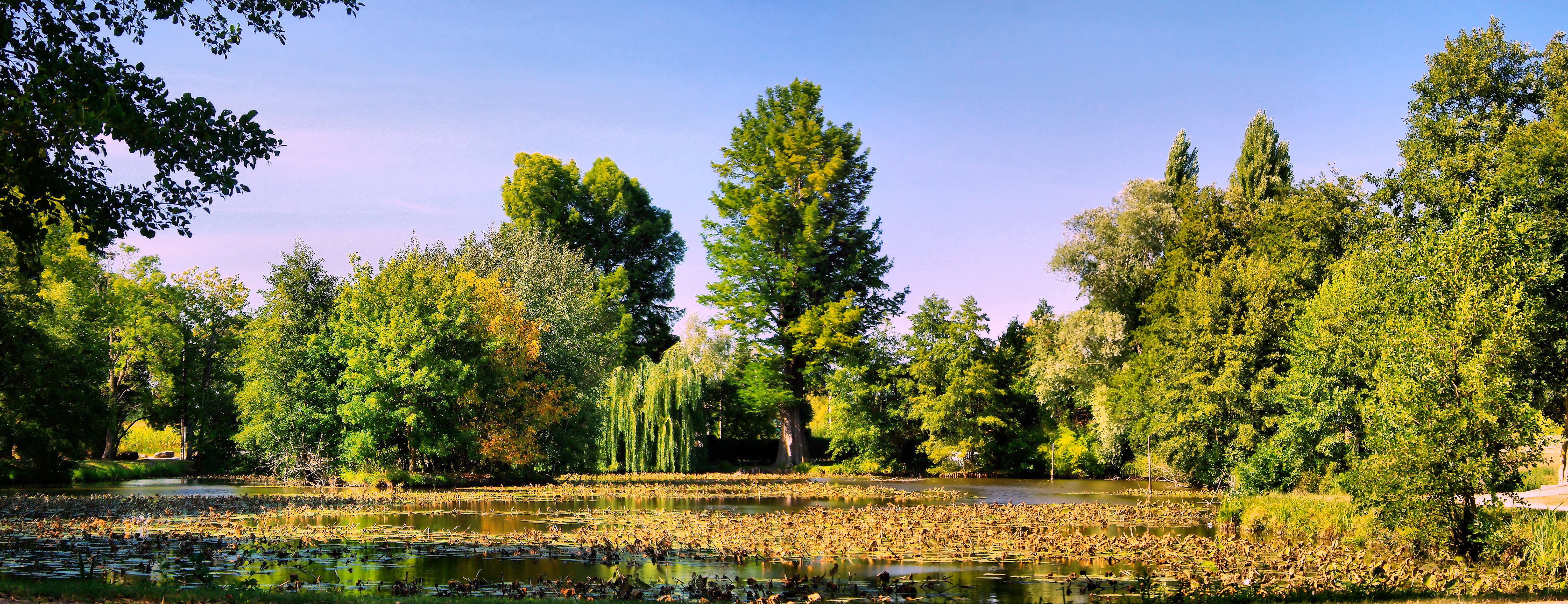
Домпьер-сюр-Вель
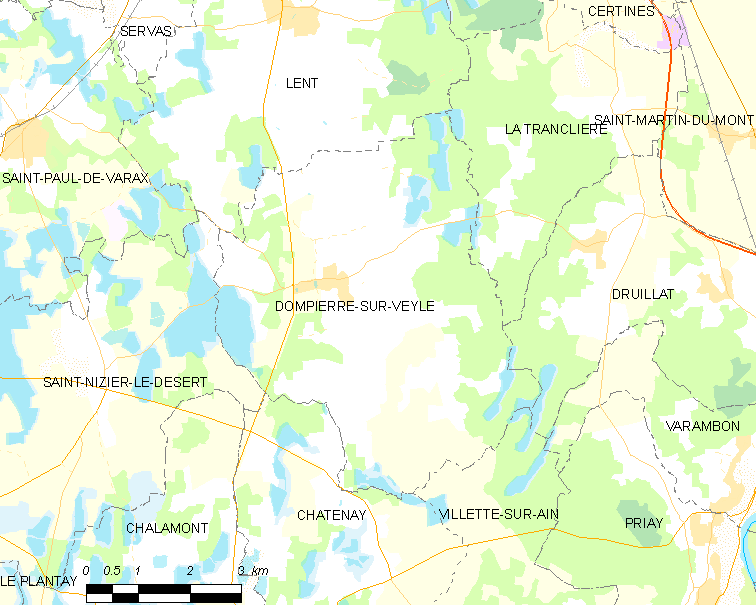
Карта коммуны